# 阿加塔·伊马努埃拉
阿加塔·伊马努埃拉（2000年6月3日—），印尼女子羽毛球運動員。她与青年期西蒂·法迪亞·席爾瓦·拉馬丹蒂连续两届赢得亚青赛女双季军（2017年和2018年）。

## 簡歷
2017年5月，阿加塔·伊马努埃拉与西蒂·法迪亚·席尔瓦·拉马丹蒂出战印尼羽毛球國際系列賽，在女双準决赛以0比2（12-21、20-22）不敌马来西亚的宋佩珠/鄭清憶。同年7月，她代表印尼參加在本國舉行的亞洲青年羽毛球錦標賽，與西蒂·法迪亚·席尔瓦·拉马丹蒂合作拿得女子雙打比賽季軍。同年10月，她与西蒂·法迪亚·席尔瓦·拉马丹蒂出战印尼羽毛球國際挑戰賽，在女双决赛以0比2（19-21、18-21）不敌赛会8号种子、队友的法布里安娜·德维普吉·库苏马/蒂亚拉·罗萨莉娅·努莱达赫，赢得亚军。
2018年4月，阿加塔·伊马努埃拉与西蒂·法迪亚·席尔瓦·拉马丹蒂出战芬蘭羽毛球公開賽，在女双準决赛以1比2（14-21、23-21、12-21）不敌马来西亚的吳玥青/葉錚雯。同年7月，她代表印尼参加本国举办的亞洲青年羽毛球錦標賽，在率先进行的团体赛中，助印尼队赢得混合團體季军；此外，还与青年期西蒂·法迪亚·席尔瓦·拉马丹蒂赢得亚青赛女子双打季军。同年9月，她与西蒂·法迪亞·席爾瓦·拉馬丹蒂出战海得拉巴羽毛球公開賽，在女双準决赛以1比2（21-16、14-21、19-21）不敌赛会5号种子、中国香港强档的吳芷柔/袁倩瀅。

## 主要比賽成績
只列出曾進入準決賽的國際賽事成績：
| 年份   | 賽事                     | 公開賽級別 | 項目     | 搭檔                        | 成績   |
| ------ | ------------------------ | ---------- | -------- | --------------------------- | ------ |
| 2017年 | 印尼羽毛球國際系列賽     | 國際系列賽 | 女子雙打 | 西蒂·法迪亚·席尔瓦·拉马丹蒂 | 準決賽 |
| 2017年 | 亞洲青年羽毛球錦標賽     | 其他       | 混合團體 | －                          | 銀牌   |
| 2017年 | 亞洲青年羽毛球錦標賽     | 其他       | 女子雙打 | 西蒂·法迪亚·席尔瓦·拉马丹蒂 | 銅牌   |
| 2017年 | 印尼羽毛球國際挑戰賽     | 國際挑戰賽 | 女子雙打 | 西蒂·法迪亚·席尔瓦·拉马丹蒂 | 亞軍   |
| 2018年 | 芬蘭羽毛球公開賽         | 國際挑戰賽 | 女子雙打 | 西蒂·法迪亚·席尔瓦·拉马丹蒂 | 準決賽 |
| 2018年 | 亞洲青年羽毛球錦標賽     | 其他       | 混合團體 | －                          | 銅牌   |
| 2018年 | 亞洲青年羽毛球錦標賽     | 其他       | 女子雙打 | 西蒂·法迪亚·席尔瓦·拉马丹蒂 | 銅牌   |
| 2018年 | 海得拉巴羽毛球公開賽     | 超級100賽  | 女子雙打 | 西蒂·法迪亞·席爾瓦·拉馬丹蒂 | 準決賽 |
| 2018年 | 世界青年羽毛球錦標賽     | 其他       | 混合團體 | －                          | 季軍   |
| 2018年 | 世界青年羽毛球錦標賽     | 其他       | 女子雙打 | 西蒂·法迪亞·席爾瓦·拉馬丹蒂 | 季軍   |
| 2019年 | 奧爾良羽毛球大師賽       | 超級100賽  | 女子雙打 | 西蒂·法迪亚·席尔瓦·拉马丹蒂 | 準決賽 |
| 2019年 | 马来西亚羽毛球国际挑战赛 | 國際挑戰賽 | 女子雙打 | 尤尔费拉·巴卡               | 亞軍   |

| 2007-2017年 | 首要超級賽 | 超級賽 | 黃金大獎賽 | 大獎賽 | 國際挑戰賽 | 國際系列賽 | 未來系列賽 | 其他 |

| 2018-2026年 | 總決賽 | 超級1000賽 | 超級750賽 | 超級500賽 | 超級300賽 | 超級100賽 | 國際挑戰賽 | 國際系列賽 | 未來系列賽 | 其他 |

### 奧運會和世錦賽參賽紀錄
|          | 搭檔                        | 2018 |
| -------- | --------------------------- | ---- |
| 女子雙打 | 西蒂·法迪亚·席尔瓦·拉马丹蒂 | 48強 |